# Toivo Manninen
Toivo Adolf Manninen, född 5 juni 1914 i Korpilax, död 24 november 1980 i Vancouver, var en finländsk dragspelare och kompositör. Manninen var vid sidan om Viljo Vesterinen och Onni Laihanen en av Finlands tre dragspelsmästare.
Manninens far Aato var musikitreserad och redan som ung lärde sig Toivo att spela flera instrument. Som pianist och dragspelare var han autodidakt. 1937 flyttade han till Helsingfors, där han uppträdde som restaurangmusiker, spelade i radio och engagerades i dansorkestern Dallapé. Han gjorde sin första skivinspelning 1939. 1944 vann han finska dragspelsmästerskapen och blev tvåa i nordiska dragspelsmästerskapen 1946 och 1947. Åren 1947–1948 gjorde Manninen en konsertresa till USA, där han uppträdde på över trettio platser bland finländska invandrare. Han återvände till Finland 1948 och gjorde återbesök i Nordamerika vid upprepade tillfällen mellan 1948 och 1955. 1956 flyttade han till Kanada och besökte därefter aldrig Finland. På 1950- och 1960-talen turnerade han som dragspelare bland finska invandrare i Kanada.
Sammanlagt gjorde Manninen 26 soloinspelningar och komponerade 29 inspelade musikstycken.